# 10e étape du Tour d'Italie 2019
Pour un article plus général, voir Tour d'Italie 2019.
La 10e étape du Tour d'Italie 2019 se déroule le mardi 21 mai 2019, entre Ravenne et Modène, sur une distance de 147 km.

## Parcours
La 10e étape est complètement plate avec de larges routes droites pour traverser la plaine du Pô. Les coureurs composent avec des aménagements routiers dans les zones urbaines, des ronds-points, terre-pleins et barrières, ralentisseurs. L'arrivée est une ligne droite de 1500 mètres de long et 8 mètres de large.

## Déroulement de la course
Le peloton composé de 163 coureurs passe le kilomètre 0 à 13 h 59 et deux coureurs tentent immédiatement de partir, ce sont Sho Hatsuyama et Luca Covili. Le peloton semble laisser filer les deux hommes, l'écart monte rapidement à 4 minutes et les Groupama-FDJ et Deceuninck-Quick Step sont les premiers à rouler derrière. Lors de la première heure de course, le duo de tête couvre 38,1 kilomètres. L'écart à 100 kilomètres de l'arrivée est de 2 minutes 40, les équipes de sprinteurs contrôlent l'écart sur les échappées. Lors du premier sprint intermédiaire, Covili passe devant son compagnon de tête, Arnaud Démare prend la troisième place devant Pascal Ackermann. Lors du second sprint, Hatsuyama prend les 3 secondes de bonifications. Mais, le duo de tête est repris juste après la banderole des 30 derniers kilomètres.
Dans les 20 derniers kilomètres, le sprint se prépare et le peloton roule sur des routes larges. Quelques coureurs se font une frayeur au passage d'une ville, on roule à plus de 47 km/h à l'avant du peloton. À l'avant du groupe, on retrouve pas moins de sept trains dont les Lotto Soudal, Mitchelton-Scott, Bahrain-Merida. Thomas De Gendt étire le peloton pour son coéquipier Caleb Ewan, les Groupama-FDJ remontent à l'avant et Francisco Ventoso sort à 2,5 kilomètres de l'arrivée. Dans le dernier kilomètre, une grosse chute a lieu dans le peloton. Pascal Ackermann fait partie des coureurs qui tombent. Francisco Ventoso est repris juste après et c'est Caleb Ewan qui lance son sprint. Arnaud Démare qui a pris l'autre côté de la route s'impose devant Elia Viviani et Rüdiger Selig. L'Italien Valerio Conti conserve son maillot rose.

## Résultats

### Classement de l'étape
| \| Classement de l'étape \| Classement de l'étape \| Classement de l'étape \| Classement de l'étape \| Classement de l'étape \| \| Coureur \| Coureur \| Pays \| Équipe \| Temps \| \| --------------------- \| --------------------- \| --------------------- \| --------------------------- \| --------------------- \| \| 1er \| Arnaud Démare \| France \| Groupama-FDJ \| 3 h 36 min 07 s \| \| 2e \| Elia Viviani \| Italie \| Deceuninck-Quick Step \| + 0 s \| \| 3e \| Rüdiger Selig \| Allemagne \| Bora-Hansgrohe \| + 0 s \| \| 4e \| Caleb Ewan \| Australie \| Lotto-Soudal \| + 0 s \| \| 5e \| Giacomo Nizzolo \| Italie \| Dimension Data \| + 0 s \| \| 6e \| Davide Cimolai \| Italie \| Israel Cycling Academy \| + 0 s \| \| 7e \| Manuel Belletti \| Italie \| Androni Giocattoli-Sidermec \| + 0 s \| \| 8e \| Giovanni Lonardi \| Italie \| Nippo-Vini Fantini-Faizanè \| + 0 s \| \| 9e \| Jasper De Buyst \| Belgique \| Lotto-Soudal \| + 0 s \| \| 10e \| Jacopo Guarnieri \| Italie \| Groupama-FDJ \| + 0 s \| |                  |           |                             |                 |
| |                  |           |                             |                 |
| Source : ProCyclingStats |                  |           |                             |                 |
| Classement de l'étape |                  |           |                             |                 |
| Coureur | Coureur          | Pays      | Équipe                      | Temps           |
| 1er | Arnaud Démare    | France    | Groupama-FDJ                | 3 h 36 min 07 s |
| 2e | Elia Viviani     | Italie    | Deceuninck-Quick Step       | + 0 s           |
| 3e | Rüdiger Selig    | Allemagne | Bora-Hansgrohe              | + 0 s           |
| 4e | Caleb Ewan       | Australie | Lotto-Soudal                | + 0 s           |
| 5e | Giacomo Nizzolo  | Italie    | Dimension Data              | + 0 s           |
| 6e | Davide Cimolai   | Italie    | Israel Cycling Academy      | + 0 s           |
| 7e | Manuel Belletti  | Italie    | Androni Giocattoli-Sidermec | + 0 s           |
| 8e | Giovanni Lonardi | Italie    | Nippo-Vini Fantini-Faizanè  | + 0 s           |
| 9e | Jasper De Buyst  | Belgique  | Lotto-Soudal                | + 0 s           |
| 10e | Jacopo Guarnieri | Italie    | Groupama-FDJ                | + 0 s           |

## Classements à l'issue de l'étape

### Classement général
| \| Classement général \| Classement général \| Classement général \| Classement général \| Classement général \| \| Coureur \| Coureur \| Pays \| Équipe \| Temps \| \| ------------------ \| ------------------ \| ------------------ \| --------------------------- \| ------------------ \| \| 1er \| Valerio Conti \| Italie \| UAE Team Emirates \| 39 h 44 min 39 s \| \| 2e \| Primož Roglič \| Slovénie \| Team Jumbo-Visma \| + 1 min 50 s \| \| 3e \| Nans Peters \| France \| AG2R La Mondiale \| + 2 min 21 s \| \| 4e \| José Joaquín Rojas \| Espagne \| Movistar Team \| + 2 min 33 s \| \| 5e \| Fausto Masnada \| Italie \| Androni Giocattoli-Sidermec \| + 2 min 36 s \| \| 6e \| Andrey Amador \| Costa Rica \| Movistar Team \| + 2 min 39 s \| \| 7e \| Amaro Antunes \| Portugal \| CCC Team \| + 3 min 05 s \| \| 8e \| Valentin Madouas \| France \| Groupama-FDJ \| + 3 min 27 s \| \| 9e \| Giovanni Carboni \| Italie \| Bardiani CSF \| + 3 min 30 s \| \| 10e \| Pello Bilbao \| Espagne \| Astana \| + 3 min 32 s \| |                    |            |                             |                  |
| |                    |            |                             |                  |
| Source : ProCyclingStats |                    |            |                             |                  |
| Classement général |                    |            |                             |                  |
| Coureur | Coureur            | Pays       | Équipe                      | Temps            |
| 1er | Valerio Conti      | Italie     | UAE Team Emirates           | 39 h 44 min 39 s |
| 2e | Primož Roglič      | Slovénie   | Team Jumbo-Visma            | + 1 min 50 s     |
| 3e | Nans Peters        | France     | AG2R La Mondiale            | + 2 min 21 s     |
| 4e | José Joaquín Rojas | Espagne    | Movistar Team               | + 2 min 33 s     |
| 5e | Fausto Masnada     | Italie     | Androni Giocattoli-Sidermec | + 2 min 36 s     |
| 6e | Andrey Amador      | Costa Rica | Movistar Team               | + 2 min 39 s     |
| 7e | Amaro Antunes      | Portugal   | CCC Team                    | + 3 min 05 s     |
| 8e | Valentin Madouas   | France     | Groupama-FDJ                | + 3 min 27 s     |
| 9e | Giovanni Carboni   | Italie     | Bardiani CSF                | + 3 min 30 s     |
| 10e | Pello Bilbao       | Espagne    | Astana                      | + 3 min 32 s     |

| Classement par points | Classement par points | Classement par points | Classement par points      | Classement par points |
| Coureur               | Coureur               | Pays                  | Équipe                     | Points                |
| --------------------- | --------------------- | --------------------- | -------------------------- | --------------------- |
| 1er                   | Pascal Ackermann      | Allemagne             | Bora-Hansgrohe             | 155 pts               |
| 2e                    | Arnaud Démare         | France                | Groupama-FDJ               | 154 pts               |
| 3e                    | Caleb Ewan            | Australie             | Lotto-Soudal               | 109 pts               |
| 4e                    | Richard Carapaz       | Équateur              | Movistar Team              | 50 pts                |
| 5e                    | Primož Roglič         | Slovénie              | Team Jumbo-Visma           | 42 pts                |
| 6e                    | Davide Cimolai        | Italie                | Israel Cycling Academy     | 36 pts                |
| 7e                    | Rüdiger Selig         | Allemagne             | Bora-Hansgrohe             | 34 pts                |
| 8e                    | Damiano Cima          | Italie                | Nippo-Vini Fantini-Faizanè | 32 pts                |
| 9e                    | José Joaquín Rojas    | Espagne               | Movistar Team              | 32 pts                |
| 10e                   | Matteo Moschetti      | Italie                | Trek-Segafredo             | 32 pts                |

| Classement par points | Classement par points | Classement par points | Classement par points      | Classement par points |
| Coureur               | Coureur               | Pays                  | Équipe                     | Points                |
| --------------------- | --------------------- | --------------------- | -------------------------- | --------------------- |
| 1er                   | Pascal Ackermann      | Allemagne             | Bora-Hansgrohe             | 155 pts               |
| 2e                    | Arnaud Démare         | France                | Groupama-FDJ               | 154 pts               |
| 3e                    | Caleb Ewan            | Australie             | Lotto-Soudal               | 109 pts               |
| 4e                    | Richard Carapaz       | Équateur              | Movistar Team              | 50 pts                |
| 5e                    | Primož Roglič         | Slovénie              | Team Jumbo-Visma           | 42 pts                |
| 6e                    | Davide Cimolai        | Italie                | Israel Cycling Academy     | 36 pts                |
| 7e                    | Rüdiger Selig         | Allemagne             | Bora-Hansgrohe             | 34 pts                |
| 8e                    | Damiano Cima          | Italie                | Nippo-Vini Fantini-Faizanè | 32 pts                |
| 9e                    | José Joaquín Rojas    | Espagne               | Movistar Team              | 32 pts                |
| 10e                   | Matteo Moschetti      | Italie                | Trek-Segafredo             | 32 pts                |

| Classement de la montagne | Classement de la montagne | Classement de la montagne | Classement de la montagne   | Classement de la montagne |
| Coureur                   | Coureur                   | Pays                      | Équipe                      | Points                    |
| ------------------------- | ------------------------- | ------------------------- | --------------------------- | ------------------------- |
| 1er                       | Giulio Ciccone            | Italie                    | Trek-Segafredo              | 32 pts                    |
| 2e                        | Primož Roglič             | Slovénie                  | Team Jumbo-Visma            | 22 pts                    |
| 3e                        | Fausto Masnada            | Italie                    | Androni Giocattoli-Sidermec | 18 pts                    |
| 4e                        | Antonio Pedrero           | Espagne                   | Movistar Team               | 18 pts                    |
| 5e                        | Marco Frapporti           | Italie                    | Androni Giocattoli-Sidermec | 15 pts                    |
| 6e                        | Valerio Conti             | Italie                    | UAE Team Emirates           | 8 pts                     |
| 7e                        | Bauke Mollema             | Pays-Bas                  | Trek-Segafredo              | 8 pts                     |
| 8e                        | Andrey Zeits              | Kazakhstan                | Astana                      | 8 pts                     |
| 9e                        | François Bidard           | France                    | AG2R La Mondiale            | 7 pts                     |
| 10e                       | Giovanni Carboni          | Italie                    | Bardiani CSF                | 6 pts                     |

| Classement de la montagne | Classement de la montagne | Classement de la montagne | Classement de la montagne   | Classement de la montagne |
| Coureur                   | Coureur                   | Pays                      | Équipe                      | Points                    |
| ------------------------- | ------------------------- | ------------------------- | --------------------------- | ------------------------- |
| 1er                       | Giulio Ciccone            | Italie                    | Trek-Segafredo              | 32 pts                    |
| 2e                        | Primož Roglič             | Slovénie                  | Team Jumbo-Visma            | 22 pts                    |
| 3e                        | Fausto Masnada            | Italie                    | Androni Giocattoli-Sidermec | 18 pts                    |
| 4e                        | Antonio Pedrero           | Espagne                   | Movistar Team               | 18 pts                    |
| 5e                        | Marco Frapporti           | Italie                    | Androni Giocattoli-Sidermec | 15 pts                    |
| 6e                        | Valerio Conti             | Italie                    | UAE Team Emirates           | 8 pts                     |
| 7e                        | Bauke Mollema             | Pays-Bas                  | Trek-Segafredo              | 8 pts                     |
| 8e                        | Andrey Zeits              | Kazakhstan                | Astana                      | 8 pts                     |
| 9e                        | François Bidard           | France                    | AG2R La Mondiale            | 7 pts                     |
| 10e                       | Giovanni Carboni          | Italie                    | Bardiani CSF                | 6 pts                     |

| Classement du meilleur jeune | Classement du meilleur jeune | Classement du meilleur jeune | Classement du meilleur jeune | Classement du meilleur jeune |
| Coureur                      | Coureur                      | Pays                         | Équipe                       | Temps                        |
| ---------------------------- | ---------------------------- | ---------------------------- | ---------------------------- | ---------------------------- |
| 1er                          | Nans Peters                  | France                       | AG2R La Mondiale             | 39 h 47 min 00 s             |
| 2e                           | Valentin Madouas             | France                       | Groupama-FDJ                 | + 1 min 06 s                 |
| 3e                           | Giovanni Carboni             | Italie                       | Bardiani CSF                 | + 1 min 09 s                 |
| 4e                           | Hugh Carthy                  | Royaume-Uni                  | EF Education First           | + 2 min 15 s                 |
| 5e                           | Sam Oomen                    | Pays-Bas                     | Team Sunweb                  | + 2 min 41 s                 |
| 6e                           | Pavel Sivakov                | Russie                       | Team Ineos                   | + 3 min 40 s                 |
| 7e                           | Miguel Ángel López           | Colombie                     | Astana                       | + 3 min 58 s                 |
| 8e                           | Tao Geoghegan Hart           | Royaume-Uni                  | Team Ineos                   | + 4 min 37 s                 |
| 9e                           | Ben O'Connor                 | Australie                    | Dimension Data               | + 4 min 51 s                 |
| 10e                          | Andrea Vendrame              | Italie                       | Androni Giocattoli-Sidermec  | + 12 min 46 s                |

| Classement du meilleur jeune | Classement du meilleur jeune | Classement du meilleur jeune | Classement du meilleur jeune | Classement du meilleur jeune |
| Coureur                      | Coureur                      | Pays                         | Équipe                       | Temps                        |
| ---------------------------- | ---------------------------- | ---------------------------- | ---------------------------- | ---------------------------- |
| 1er                          | Nans Peters                  | France                       | AG2R La Mondiale             | 39 h 47 min 00 s             |
| 2e                           | Valentin Madouas             | France                       | Groupama-FDJ                 | + 1 min 06 s                 |
| 3e                           | Giovanni Carboni             | Italie                       | Bardiani CSF                 | + 1 min 09 s                 |
| 4e                           | Hugh Carthy                  | Royaume-Uni                  | EF Education First           | + 2 min 15 s                 |
| 5e                           | Sam Oomen                    | Pays-Bas                     | Team Sunweb                  | + 2 min 41 s                 |
| 6e                           | Pavel Sivakov                | Russie                       | Team Ineos                   | + 3 min 40 s                 |
| 7e                           | Miguel Ángel López           | Colombie                     | Astana                       | + 3 min 58 s                 |
| 8e                           | Tao Geoghegan Hart           | Royaume-Uni                  | Team Ineos                   | + 4 min 37 s                 |
| 9e                           | Ben O'Connor                 | Australie                    | Dimension Data               | + 4 min 51 s                 |
| 10e                          | Andrea Vendrame              | Italie                       | Androni Giocattoli-Sidermec  | + 12 min 46 s                |

| Classement par équipes | Classement par équipes      | Classement par équipes | Classement par équipes |
| Équipe                 | Équipe                      | Pays                   | Temps                  |
| ---------------------- | --------------------------- | ---------------------- | ---------------------- |
| 1re                    | Movistar Team               | Espagne                | 119 h 19 min 11 s      |
| 2e                     | Deceuninck-Quick Step       | Belgique               | + 6 min 53 s           |
| 3e                     | Androni Giocattoli-Sidermec | Italie                 | + 8 min 04 s           |
| 4e                     | Astana                      | Kazakhstan             | + 10 min 21 s          |
| 5e                     | EF Education First          | États-Unis             | + 11 min 10 s          |
| 6e                     | UAE Team Emirates           | Émirats arabes unis    | + 11 min 36 s          |
| 7e                     | AG2R La Mondiale            | France                 | + 12 min 20 s          |
| 8e                     | Mitchelton-Scott            | Australie              | + 12 min 43 s          |
| 9e                     | Bora-hansgrohe              | Allemagne              | + 14 min 37 s          |
| 10e                    | Team Sunweb                 | Allemagne              | + 16 min 55 s          |

| Classement par équipes | Classement par équipes      | Classement par équipes | Classement par équipes |
| Équipe                 | Équipe                      | Pays                   | Temps                  |
| ---------------------- | --------------------------- | ---------------------- | ---------------------- |
| 1re                    | Movistar Team               | Espagne                | 119 h 19 min 11 s      |
| 2e                     | Deceuninck-Quick Step       | Belgique               | + 6 min 53 s           |
| 3e                     | Androni Giocattoli-Sidermec | Italie                 | + 8 min 04 s           |
| 4e                     | Astana                      | Kazakhstan             | + 10 min 21 s          |
| 5e                     | EF Education First          | États-Unis             | + 11 min 10 s          |
| 6e                     | UAE Team Emirates           | Émirats arabes unis    | + 11 min 36 s          |
| 7e                     | AG2R La Mondiale            | France                 | + 12 min 20 s          |
| 8e                     | Mitchelton-Scott            | Australie              | + 12 min 43 s          |
| 9e                     | Bora-hansgrohe              | Allemagne              | + 14 min 37 s          |
| 10e                    | Team Sunweb                 | Allemagne              | + 16 min 55 s          |

## Abandons
- Aucun